# Erwin Neustädter

Erwin Neustädter
portret de Hans Eder, 1949

Erwin Neustädter (n. 1 iulie 1897, Prejmer - d. 4 mai 1992, Kaufbeuren, Germania) a fost un scriitor german din Transilvania.
După ce a luat parte la Primul Război Mondial a studiat germanistică, anglistică și teologie la München, Freiburg im Breisgau, Marburg și Viena. Și-a luat doctoratul în 1927 la Freiburg. A fost profesor de limba și literatura germană la Liceul Johannes Honterus din Brașov.
În 1921 s-a căsătorit cu Margarethe Plesky, care a decedat în 1935, cu care a avut o fiică, Inge.
În romanul său de debut, Der Jüngling im Panzer (Tânărul în armură) , subintitulat Eine Dichtung in Prosa (poem în proză), scris în perioada 1930-1932, dar apărut în 1938, Erwin Neustädter ilustrează schimbările produse de Primul Război Mondial. Personajul principal este un tânăr sas transilvănean care, înrolat în armata austro-ungară, a luptat împotriva Italiei. După sfârșitul războiului, în urma unor decizii politice, a fost obligat să lupte împreună cu foștii săi inamici împotriva foștilor săi aliați. Romanul se concentrează pe fragmentarea politică a sașilor transilvăneni în anii care au urmat Primului Război Mondial, iar conflictele politice și generaționale interne ale germanilor din Transilvania sunt adaptate la percepția specifică asupra germanilor din străinătate (Ausländsdeutsche) în timpul național-socialismului.
În perioada nazismului, din 1941 până în 1944, Neustädter a fost președintele Schrifttumskammer der Deutschen Volksgruppe in Rumänien („Camera scriitorilor“ din cadrul Grupului Etnic German), un fel de Uniune a scriitorilor germani din România. El afirma că ar fi preluat această funcție numai din oportunism și că nu ar fi fost un colaborator ideologic al naziștilor. Practic ar fi fost vorba de o "rezistență" a lui Erwin Neustädter față de "atitudinea de colonialiști a germanilor din Reich" manifestată față de viața culturală a germanilor din România.
În calitate de șef al „Camerei scriitorilor“ din cadrul Grupului Etnic German din România, Erwin Neustädter a făcut un turneu de prelegeri prin Germania, pe tema Beziehungen zwischen Volk und Dichter (Relația între popor și poet). Publicația Suedostdeutsche Tageszeitug din 23 august 1942 relatează că deschiderea seriei de prelegeri va avea loc la Berlin. În ediția din 20 septembrie 1942, ziarul relatează despre prelegerile de la Berlin, Stuttgart, Bauernhochschule (Universitatea țărănească) din Goslar, Braunschweig și Hannover. În edițiile din 3 și 18 februarie 1943, același ziar informează despre o nouă serie de prelegeri, la invitația ministrului Reichului pentru propagandă, Joseph Goebbels, în localitățile Lüneburg, Friedrichroda, Magdeburg, Ilmenau, Mühlhausen, Goslar și Dresda. Practic, a participat la munca de propagandă, ca reprezentant al "noii" lirici în spirit național-socialist, pe care a creat-o în patria sa transilvană.
În 1944, a fost internat în Lagărul de la Târgu Jiu, împreună cu alți naziști. În amintirile sale, Erwin Neustädter relatează că în perioada cât a fost internat în lagărul de deținuți politici de la Târgu Jiu, poliția secretă i-a percheziționat casa, confiscându-i o colecție numismatică și o alta de pietre care nu i-au mai fost restituite. După ce a mai trecut și prin închisorile din Turnu Măgurele și Slobozia, a fost eliberat în 1946.
Pentru că după al Doilea Război Mondial a refuzat să colaboreze cu regimul comunist din România, el a devenit o victimă a comuniștilor. A fost arestat de mai multe ori, condamnat la muncă forțată și închisoare de către regimul comunist, familia expropriată, scriitorului i s-a interzis să muncească și să scrie, iar lucrările sale au fost declarate ilegale. În 1954 s-a căsătorit cu Ingeborg Reiner.
După ce în 1962 a fost condamnat politic la trei ani de închisoare, a fost eliberat din detenție în ianuarie 1963 și reabilitat în 1969, după ce, la 23 septembrie 1969, toate condamnările au fost casate de Curtea Supremă a Republicii Socialiste România.
În anul 1965 Neustadter a emigrat din România și s-a stabilit în Republica Federală Germania, unde a trăit până la decesul său, în 1992.
După decesul lui Erwin Neustädter, nepotul său Klaus-Ortwin Galter a luat manuscrisele în care Erwin Neustädter așternuse amintiri despre anii petrecuți în închisoare, de la arestarea sa în 1961 și până la eliberarea sa în 1963 și, după prelucrarea acestora de către publicistul Georg Aescht, a publicat cartea intitulată „Mensch in der Zelle. Ein Erlebnisbericht“ (Omul în celulă. Mărturia unei experiențe de viață). Cartea se vrea un document care prezintă un moment din istoria comunismului în România și modul cum au fost tratate unele categorii de oameni, în special intelectualii.

## Lucrări
- Der Jüngling im Panzer  (Roman), Editura Hohenstaufen, Stuttgart, 1938
- Mohn im Ährenfeld (Roman), Editura Hohenstaufen, Stuttgart, 1943, Heusenstadt, 1974
- Dem Dunkel nur entblühen Sterne (Versuri), Editura Wilhelm Röck,Weinsberg, 1976; Arbeitskreis für Dt. Dichtung, Süddeutschland Esslingen-Wiflingshausen, 1976
- Mensch in der Zelle: Ein Erlebnisbericht, BoD Books on Demand, Norderstedt, 2015, ISBN 9783739220918 (hardcover) si ISBN 9783739218625 (softcover), editor: Klaus-Ortwin Galter
- Im Glanz der Abendsonne: Wie ich wurde was ich bin. BoD Books on Demand, Norderstedt, 2019, ISBN 978-3-748140-58-0, editor: Klaus-Ortwin Galter